# Trenč
Trenč este o comună slovacă, aflată în districtul Lučenec din regiunea Banská Bystrica. Localitatea se află la altitudinea de 181 m deasupra n.m., se întinde pe o suprafață de 17,56 km2 și în 2017 număra 513 locuitori.

## Istoric
Localitatea Trenč este atestată documentar din 1327.

## Demografie
| An:                | 1994 | 2004    | 2014    | 2024    |
| ------------------ | ---- | ------- | ------- | ------- |
| Număr de persoane: | 291  | 389     | 473     | 538     |
| Diferență:         |      | +33,67% | +21,59% | +13,74% |

| An:                | 2023 | 2024   |
| ------------------ | ---- | ------ |
| Număr de persoane: | 540  | 538    |
| Diferență:         |      | −0,37% |